# Romain Duris
Romain Duris (Parijs, 28 mei 1974) is een Franse acteur.

## Biografie
Duris is de zoon van een architect (vader) en ingenieur (moeder). Hij studeerde toegepaste kunst, maar verliet de schilderswereld om een jazz-funk-rap groep op te richten, waar hij even later mee stopte. Hij belandde toevallig in de acteerwereld. Duris werd ontdekt op straat (buiten de les om) door een filmproducent van Cédric Klapisch. Hij wilde geen acteur worden en was niet echt gemotiveerd tijdens zijn eerste auditie.
Zijn doorbraak kwam met de film Le Péril jeune (1994) van Cédric Klapisch. Hij speelde de rol van Xavier in andere films van Klapisch, L'Auberge espagnole en het vervolg hierop, Les Poupées russes. Daarnaast speelde hij in verschillende films van Tony Gatlif en Olivier Dahan.
Duris is veelzijdig in te zetten. Hij speelde zowel een student (Auberge espagnole), een crimineel (De battre mon cœur s'est arrêté) als een homoseksueel (17 Fois Cécile Cassard).

## Filmografie
- 1994: Le Péril jeune van Cédric Klapisch : Tomasi
- 1994: Frères (TV) van Olivier Dahan : Marco
- 1995: Mémoires d'un jeune con van Patrick Aurignac : Luc
- 1995: Chacun cherche son chat van Cédric Klapisch : de drummer
- 1996: 56 fois par semaine van Raphaël Fejtö
- 1997: Dobermann van Jan Kounen : Manu
- 1997: Gadjo Dilo van Tony Gatlif : Stéphane
- 1997: Déjà mort van Olivier Dahan : Romain
- 1998: Je suis né d'une cigogne van Tony Gatlif : Otto
- 1998: Les Kidnappeurs van Graham Guit : Zéro
- 1999: Peut-être van Cédric Klapisch : Arthur
- 2001: Le Petit Poucet van Olivier Dahan: de wachter van de koningin
- 2001: Being Light van Jean-Marc Barr : Maxime Lecocq
- 2001: 17 Fois Cécile Cassard van Christophe Honoré: Matthieu, de homoseksueel
- 2001: CQ van Roman Coppola : de hippie regisseur
- 2002: Filles perdues, cheveux gras van Claude Duty : Mathieu
- 2002: Adolphe van Benoît Jacquot : d'Erfeuil
- 2002: Pas si grave van Bernard Rapp : Léo
- 2002: Shimkent Hotel van Charles de Meaux : Romain
- 2002: L'Auberge espagnole van Cédric Klapisch : Xavier
- 2002: Le Divorce van James Ivory : Yves
- 2003: Les Clefs de bagnole van Laurent Baffie (gastoptreden)
- 2003: Osmose van Raphael Fejtö : Rémi
- 2004: Exils van Tony Gatlif : Zano
- 2004: Arsène Lupin van Jean-Paul Salomé: Arsène Lupin
- 2005: De battre mon cœur s'est arrêté van Jacques Audiard: Tom
- 2005: Les Poupées russes van Cédric Klapisch : Xavier
- 2006: Dans Paris van Christophe Honoré : Guillaume
- 2007: Molière van Laurent Tirard : Molière
- 2007: L'Âge d'homme... maintenant ou jamais ! van Raphaël Fejtö: Samuel
- 2008: Paris van Cédric Klapisch : Pierre
- 2008: Afterwards van Gilles Bourdos : Nathan Del Amico
- 2009: Persécution van Patrice Chéreau : Daniel
- 2010: L'Arnacœur van Pascal Chaumeil : Alex Lippi
- 2010: L'Homme qui voulait vivre sa vie van Eric Lartigau : Paul Exben
- 2012: Populaire van Régis Roinsard : Louis Échard
- 2013: L'Écume des jours van Michel Gondry : Colin
- 2013: Casse-tête chinois van Cédric Klapisch : Xavier Rousseau
- 2014: Une nouvelle amie van François Ozon : David en Viriginia
- 2015: La Confession van Nicolas Boukhrief : Léon Morin
- 2016: Iris van Jalil Lespert : Max Lopez
- 2017: Madame Hyde van Serge Bozon : directeur
- 2017: All the Money in the World van Ridley Scott : Cinquanta
- 2018: Nos Batailles van Guillaume Senez : Olivier
- 2022: Coupez! van Michel Hazanavicius: Rémi